# Łukocin
Łukocin (niem. Lukoschin) – wieś kociewska w Polsce położona w województwie pomorskim, w powiecie tczewskim, w gminie Tczew.
W latach 1975–1998 miejscowość administracyjnie należała do województwa gdańskiego.
Przez wieś przebiega autostrada A1, a w pobliżu Łukocina znajduje się węzeł drogowy Stanisławie autostrady A1 z drogą wojewódzką nr 224.

## Zabytki
Według rejestru zabytków NID na listę zabytków wpisany jest zespół dworski, 1 poł. XIX, nr rej.: A-1204 z 15.02.1988: dwór i park.
Zespół dworsko-parkowy posiada cechy stylowe architektury drugiego dwudziestopięciolecia XIX wieku. Pałac został zbudowany prawdopodobnie pod koniec XVIII wieku (ok. 1870 r.) przez ówczesnego właściciela majątku Paula Du Bois. W roku 1922 właścicielem został Polak [Mianowski|Wojnowski], natomiast w [1939|1940] r. do dworku sprowadzili się Niemcy. Po ucieczce Niemców pałac przeznaczono na szkołę podstawową, która w 1978 r. przeniosła się do nowej siedziby. Po remoncie dworek zaadaptowano dla potrzeb mieszkalnych.